# Richard Dorson
Richard Mercer Dorson, född 1916, död 1981, var en amerikansk folklorist, författare och professor och chef för Folklore Institute vid Indiana University. Dorson blev fil.dr. i historia vid Harvard 1942, och kom att undervisa vid Michigan State University mellan 1943 och 1957.  Dorson undervisade vid universitetet i Indiana fram till sin död 1981.

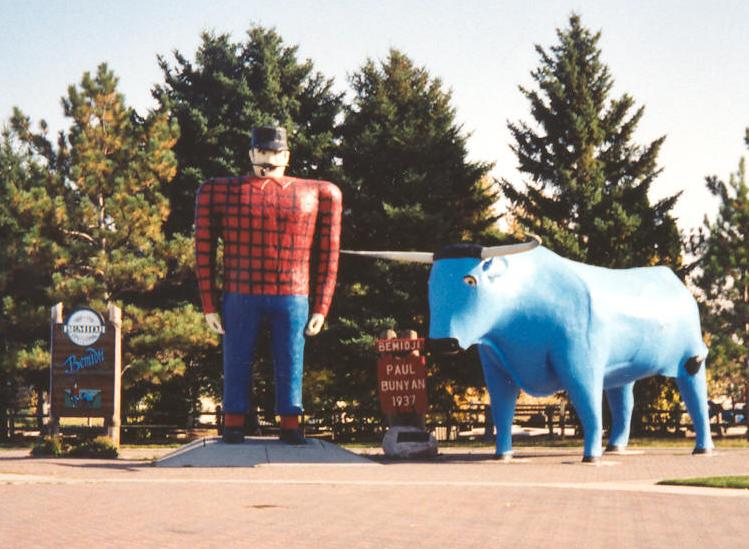
Dorson kritiserade genom sitt begrepp fakelore kommersialiseringen av traditionerna, speciellt Paul Bunyan.

Dorson har kallats för den amerikanska folkloristikens fader ("father of American folklore") och som en dominerande kraft inom folkloristik.  Folkloristik ställde enligt Dorson krav på polemisk förmåga, kritisk skärpa, fältarbete, litteraturstudier.  Dorson menade också att ingen disciplin var så missförstådd i USA som just folkloristik..  
Dorson bidrog med två begrepp till folkloristiken. Den ena används mestadels i engelsktalande läner "urban legend", som i Sverige översätts som vandringssägen eller klintbergare. En urban legend definieras som en försant berättelse som aldrig ägt rum.
Dorson myntade också neologismen fakelore i samband med en debatt med författaren James Stevens. Dorson avfärdade Stevens bok om Paul Bunyan som fakelore eller som en syntetisk produkt som gjorde anspråk på att vara autentisk muntlig tradition, folklore, vilket var ämnat att vilseleda allmänheten..  Dorsons fältarbete berörde afroamerikansk folklore i Michigan, folklore i Upper Peninsula samt andra regionala traditioner i USA, japansk folklore samt andra ämnen.